# Catupiry
Catupiry és una coneguda marca de requeijão, un tipus de formatge crema brasiler. Tot i que consisteix en una marca registrada, la paraula "catupiry" s'ha convertit per un procés de lexicalització, en sinònim d'aquest formatge.

## Història
Tot va començar el novembre de 1911, quan la parella d'immigrants italians Mário i Isaíra Rosa Silvestrini van començar a produir en una petita fàbrica a la localitat minera de Lambari, en el sud de l'estat de Minas Gerais. La primera recepta de la parella es va anomenar Cremelino i es va començar a vendre a São Lourenço, també a Minas, on s'havia traslladat la fàbrica de la parella. Poc després d'estar preparats, cadascun dels productes s'embolicaven amb cel·lofana i es col·locaven amb cura en caixes de fusta, on es distribuïen en diverses botigues de queviures. Els productes van assolir un gran èxit, per la consistència única, cremosa i ferma, i el sabor del formatge. La tria del nou nom, Catupiry, prové del tupí katu pyryb i vol dir "molt bo".
L'any 1922, l'empresa va rebre el seu primer premi, la medalla d'or a l'Exposició Internacional d'Alimentació de Rio de Janeiro, i també va ser citat en el Diccionari Internacional del Formatge (Les Fromages), editat per Larousse, i on era anomenat «Requeijão do Brasil». Anys més tard, el 1934, es va obrir la primera fàbrica de formatges de catupiry al barri de Barra Funda de São Paulo. En un curt període, el formatge cremós es va estendre i va provocar un ràpid creixement de la marca, fent que el 1949 la seu de l'empresa es traslladés també a la capital paulista.
A causa de la seva popularitat, la paraula "Catupiry" es va convertir en sinònim d'un requeijão més cremós, emprat per farcir pizzes o panades i com a ingredient en diverses receptes de la cuina brasilera.

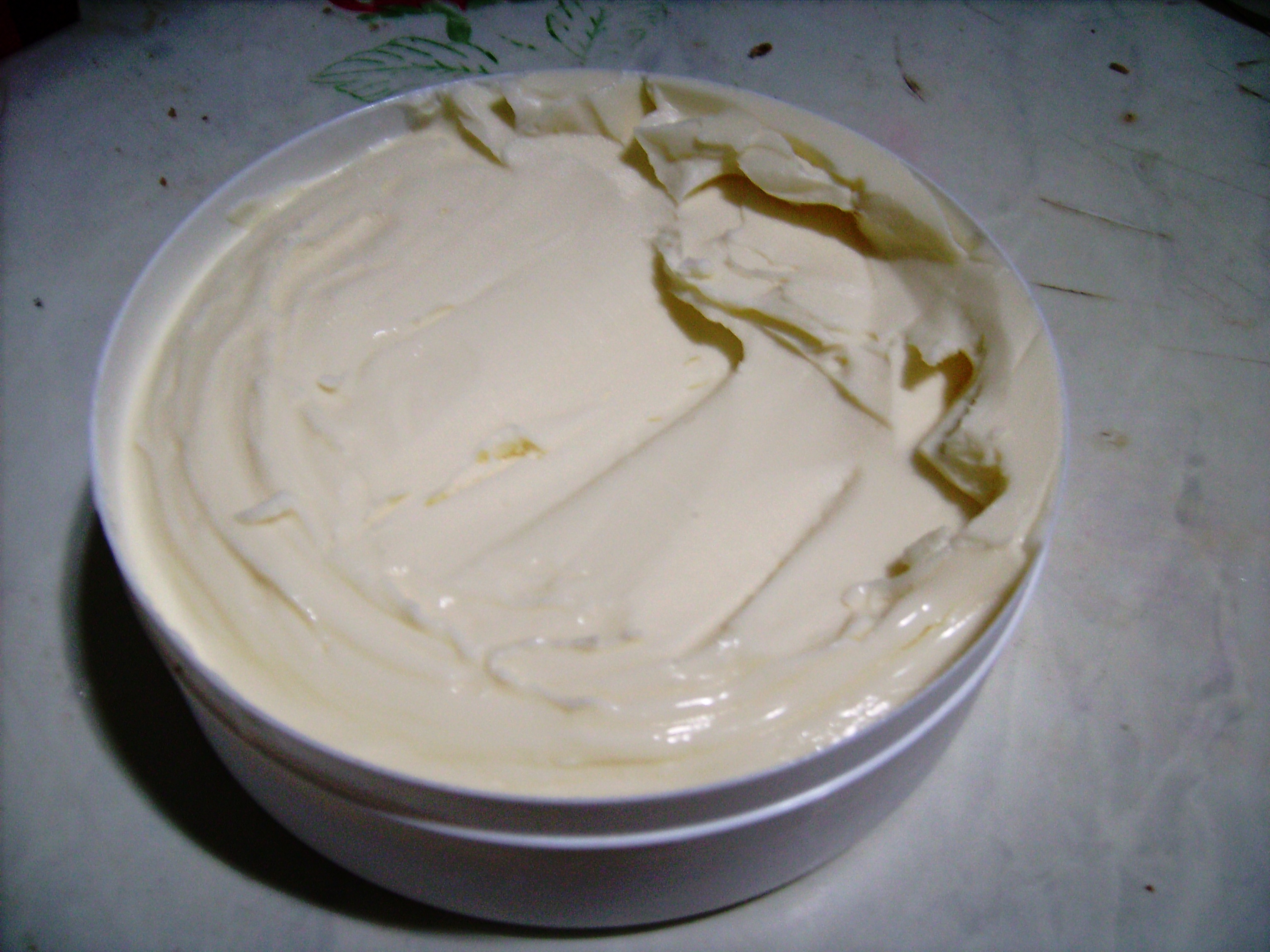
Pot amb formatge catupiry

Entre els anys 1920 i els 1980, l'embalatge era una caixa rodona amb tapa, feta a mà, una a una, a partir d'una fina làmina de fusta. A la dècada de 1990, els envasos van passar a ser de plàstic i van aparèixer tubs i pots més grans. El catupiry autèntic es produeix a Bebedouro, a l'interior de São Paulo, en una de les fàbriques del grup.
L'any 2002 es va obrir la primera botiga Delícias Catupiry a la mateixa finca paulista on l'empresa hi havia tingut una fàbrica. S'hi ven menjar per endur i també tenen un saló per dinar allà mateix, on totes les receptes tenen productes de la marca. El 2018 va ser rebatejada amb el nom Empório Catupiry, i s'hi poden comprar més de 200 articles de les diferents línies de l'empresa.
El grup en l'actualitat té quatre fàbriques, repartides pels estats de São Paulo, Minas Gerais i Goiás. Actualment l'empresa està gestionada per sis famílies, totes hereves dels Silvestrini. L'empresa factura anualment uns 600 milions de reals i està present en 5 països.